# Bell 533
El Bell 533 fue un helicóptero experimental construido por Bell Helicopter para explorar los límites y las condiciones experimentadas por los rotores de helicóptero a altas velocidades, bajo un contrato con el Ejército de los Estados Unidos, durante los años 1960. El helicóptero era un unidad de preproducción YH-40 del UH-1 Iroquois modificada y probada en varias configuraciones de helicóptero y helicóptero compuesto. El Bell 533 fue llamado «Helicóptero de Alto Rendimiento» (en inglés: High Performance Helicopter o HPH) por el Ejército, y alcanzó una velocidad máxima de 508,6 km/h (274,6 nudos) en 1969, antes de ser retirado.

## Desarrollo
El Ejército de los Estados Unidos inició un programa para estudiar posibles mejoras en los helicópteros de la época. Los análisis realizados por tres compañías fabricantes de helicópteros mostraron que el rendimiento podía ser mejorado en gran medida. Bell Helicopter fue una de las compañías participantes e investigó mejoras para el UH-1B Iroquois. Después del estudio, Bell presentó una propuesta para el High Performance Helicopter. El 7 de agosto de 1961, el Transportation Research and Engineering Command (TRECOM) del Ejército otorgó un contrato a Bell Helicopter para construir un helicóptero de alto rendimiento para llevar a cabo investigaciones.
En respuesta, Bell construyó el Model 533 a partir de un YH-40-BF, uno de los seis ejemplares de preproducción del UH-1. Los componentes dinámicos del YH-40 fueron actualizados con componentes diseñados para el UH-1B. La investigación para el contrato se dividió en dos fases; la primera fase sería determinar los beneficios de un reducción global de la resistencia al avance, la segunda fase sería determinar los beneficios del empuje auxiliar.
El Bell 533 fue probado en vuelo en tres configuraciones principales. La primera configuración era el helicóptero YH-40 básico con cambios para reducir la resistencia. La segunda configuración incorporó un par de motores de reacción para proporcionar empuje adicional. En la tercera configuración se le añadieron unas alas en flecha para proporcionar sustentación extra (ver foto arriba).

### Pruebas independientes
En abril de 1964, las pruebas de contrato se completaron con el Ejército. Bell equipó inmediatamente el rotor bipala con puntas de pala inclinadas para realizar pruebas independientes de la propia compañía. La modificación de las puntas de pala permitía al helicóptero alcanzar los 357 km/h, usando el máximo empuje auxiliar de los turborreactores Continental. En un esfuerzo por alcanzar aún mayores velocidades, Bell desmontó los motores J69-T-9 y los reemplazó por motores J69-T-29 de 1700 libras (7,56 kN) de empuje. El empuje adicional ayudó a convertir al 533 en el primer helicóptero en la historia en rebasar los 370 km/h, alcanzando 380 km/h el 15 de octubre de 1964.
Seis meses más tarde, el 6 de abril de 1965, el Bell 533 se convirtió en el primer helicóptero en alcanzar los 402 km/h. Además de las mayores velocidades, los pilotos de pruebas de Bell fueron capaces de demostrar que el empuje adicional de los motores auxiliares permitía al helicóptero compuesto mantener giros sostenidos de 2 g con ángulos de inclinación lateral de 60°.

### Investigación de continuación
A principios de 1968, el Ejército y Bell estaban trabajando juntos de nuevo para expandir la envolvente del Model 533. Bell desmontó las alas usadas previamente y las reemplazó por un ala embrionaria en una posición más alta y más atrás en el fuselaje. Bell también reemplazó los turborreactores J69 por motores Pratt & Whitney JT12A-3 (J60), capaces de producir 3300 libras (13,3 kN) de empuje unitario, montando los nuevos motores en los finales de las alas embrionarias. Bell también modificó los controles de vuelo del helicóptero para cambiar el control de cabeceo, de acciones sobre el rotor a velocidades de vuelo bajas, a controles del elevador al estilo de un avión durante el vuelo a alta velocidad. El 15 de abril de 1969, el Model 533 alcanzó su más alta velocidad de 508,6 km/h.
La configuración final del Model 533 del contrato de investigación fue un patentado rotor rígido de viga flexible cuatripala, desarrollado por Bell. Más tarde, el Model 533 fue devuelto a su configuración bipala original y retirado.

## Supervivientes

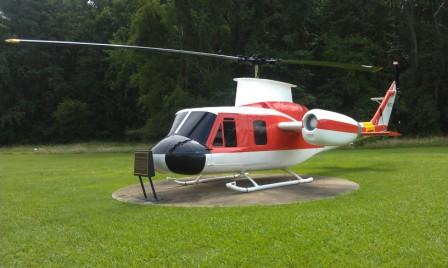
Bell 533 en exhibición.

El Model 533 se encuentra en exposición en el U.S. Army Transportation Museum, en Fort Eustis, Virginia.

## Especificaciones (última modificación)

### Características generales
- Longitud: 12,98 m (fuselaje)
- Diámetro rotor principal: 13,41 m
- Peso cargado: 4173 kg
- Planta motriz:
  - 2× turborreactor Pratt & Whitney JT12A-3.
    - Empuje normal: 1490 kgf de empuje cada uno.

  - 1× turboeje Lycoming T53-L-9A.
    - Potencia: 810 kW (1100 hp) cada uno.
    - Hélices: rotor principal y rotor de cola ambos bipala

### Rendimiento
- Velocidad nunca excedida (Vne): 508,6 km/h (274,6 nudos)

### Desarrollos relacionados
- UH-1 Iroquois

### Aeronaves similares
- Lockheed XH-51
- Sikorsky S-69
- Sikorsky S-72

### Secuencias de designación
- Secuencia Numérica (interna de Bell): ← 449 - 505 - 525 - 533 - D-188 - D-292